# Pfarrwerfen
Pfarrwerfen är en ort och kommun i Österrike. Den ligger i distriktet Sankt Johann im Pongau i förbundslandet Salzburg, 250 km väster om huvudstaden Wien. 
Kommunen består av nio orter/ortsdelar (Ortschaften) (inom parentes invånarantal 1 januari 2024):

- Dorf (149)
- Dorfwerfen (829)
- Ellmauthal (188)
- Grub (109)
- Laubichl (404)
- Lehen (215)
- Maier (319)
- Pöham (215)
- Schlaming (135)